# جون شارب (لاعب كرة قدم)
جون شارب (بالإنجليزية: John Sharpe)‏ (9 أكتوبر 1957 ببورتسموث في المملكة المتحدة - ) هو لاعب كرة قدم بريطاني في مركز الدفاع. لعب مع سوانزي سيتي ونادي ساوثهامبتون ونادي غيلينغهام.

## وصلات خارجية
- جون شارب على موقع قاعدة بيانات كرة القدم.إي يو (الإنجليزية)